# 爲井椋允
爲井 椋允（ためい りょうま、1993年1月9日 - ）は、日本の俳優・ダンサーである。元シーアンドティー（キャロット）所属。

## 出演

### テレビドラマ
- 江原啓之スペシャル 天国からの手紙（2004年、フジテレビ）再現VTR
- 木曜時代劇「慶次郎縁側日記第3シリーズ」第10・9話（2006年12月、NHK総合）
- 翼の折れた天使たち 第四夜「商品」（2007年3月1日、フジテレビ）
- アイドル×戦士 ミラクルちゅーんず! （2017年４月、テレビ東京）

### バラエティ
- ワンナイR&R（2005年、フジテレビ）

### CM
- 関西電力「K-opticom」（2001年）
- 昭和産業「お釜にポン」（2001年）
- 三共「新ルルAゴールド」（2003年）バックコーラス
- 小学館「ホームパル」（2004年2月 - 2007年2月）
- 任天堂「ニンテンドーDS」（2004年10月23日 - 1月22日）
- NHK「新生プラン」（2005年11月 - 4月）
- メガハウス「バンバンボール」（2007年2月20日 - 8月19日）
- ドコモ「ファミ割」（2007年）
- 大塚製薬「ポカリスエット 踊る始業式編」（2017年4月）
- 大塚製薬「ポカリスエット 踊る修学旅行編」（2017年6月）
- ペプシ 「Jコーラ　怪物舞踏団」（2018年）

### 映画
- NPガールズ（2005年） - 文也役
- 花をうめる（2005年）
- KIDS A（2005年）
- My KOREA（2006年）
- 探偵事務所5（2006年）
- 帝一の國（2017年） - クラスメイト役

### 舞台
- オペラ「ファルスタッフ」（2001年、東京文化会館） - ロビン役
- 西友「ファッションショー」（2006年・2007年）
- PRiME THEATER プレゼンツ「脅しのレッスン」（2018年）
- ミュージカル「ウキヨホテル」（2019年）

### コンサート・ライブ

#### ダンサー
- グッチ裕三コンサート（2000年）
- 島谷ひとみ「Hitomi Shimatani 1st Live Tour 2003 GATE〜scenaIII〜」（2003年9月 - 10月）
- ニールヤング&クレイジーホース武道館ライブ（2003年） - Paperboy 役
- ミュージックステーション EXILEバックダンサー（2003年11月）
- NHK紅白歌合戦 EXILEバックダンサー（2003年12月31日）
- エイベックス「a-nation '04」（2004年）EXILEダンサー
- EXILE「EXILE LIVE TOUR 2004 EXILE ENTERTAINMENT」（2004年5月14日 - 7月11日）
- ミュージックステーション 山崎育三郎バックダンサー（2017年08月18日）

### PV
- EXILE「Choo Choo TRAIN」（2003年11月16日発売）
- キャプテンストライダム「キミトベ」（2005年10月19日発売）

### スチル
- ゴルフウェアブリヂストンスポーツ「パラディーソ」（2005年）
- イトーヨーカ堂（2005年）
- ダイエー（2006年）
- オギノ百貨店（2006年4月12日）
- 須磨学園 09年度中学入学案内（2007年）

#### テスト・教材
- 小学5年生 理科テスト（2004年）
- 明治図書 国語教材（2005年）